# Lijst van Luxemburgse rampen
Dit is een lijst met rampen op Luxemburgs grondgebied. In deze lijst zijn alleen gebeurtenissen opgenomen waarbij vijf of meer doden zijn gevallen en gebeurtenissen waarbij er sprake is van een zeer groot effectgebied.

## 18e eeuw
- 1794
  - 15 augustus - Circa 300 Franse soldaten verdrinken in de Moezel, wanneer deze gepasseerd wordt tijdens hun opmars naar het noorden.

## 19e eeuw
- 1807
  - 28 juni - In de binnenstad van Luxemburg ontploft een kruitmagazijn waardoor twee straten geheel verwoest worden. 18 doden en 40 zwaargewonden.[1]
- 1822
  - 22 november – Tijdens de jaarmarkt van Grevenmacher ontstaat een brand die een derde deel van de 350 huizen van het stadje in de as ligt. Er vallen geen slachtoffers.[1]
- 1829
  - 8 juli – Een zware storm verwoest bijna het gehele plaatsje Goesdorf. Of er ook slachtoffers zijn gevallen is onbekend.[2]

## 20e eeuw

### 1930-1939
- 1933
  - 20 januari - In de mijn Fond de Gras bij Differdange stort een gang in. 6 mijnwerkers worden hierdoor bedolven en komen om het leven.
- 1945
  - 21 maart – Een Britse Hudson stort neer in de heuvels nabij Maulusmühle. Het wrak ligt er nog steeds. De 6 slachtoffers zijn naast het vliegtuig begraven.[3][4]

### 1960-1969
- 1967
  - 21 augustus – Een Franse tankwagen geladen met 45.000 liter vloeibaar gas explodeert op de Belgisch-Luxemburgse grens in Martelange. Tientallen huizen werden vernield. Er vallen 18 doden te betreuren. Daarnaast raken 120 mensen gewond.

### 1980-1989
- 1982
  - 29 september – Een Ilyushin IL-62M van Aeroflot stort neer tijdens de landing bij de stad Luxemburg nadat een motor uitvalt. Van de 77 passagiers komen er 7 om het leven.[5]

## 21e eeuw

### 2000-2009
- 2002
  - 6 november – In het dorp Niederanven stort er een Fokker 50 van Luxair neer. Er zijn 20 doden te betreuren, waaronder de Luxemburgse schilder Michel Majerus.
- 2006
  - 11 oktober – Een groot treinongeluk met een goederentrein bij Dudelange kost 6 levens.[6]